# Ficus eximia
Ficus eximia är en mullbärsväxtart som beskrevs av Heinrich Wilhelm Schott.
Ficus eximia ingår i släktet fikonsläktet och familjen mullbärsväxter. Inga underarter finns listade i Catalogue of Life.